# Michael Spears

Michael Spears on set of Z Nation (2018)

Michael Spears (* 28. Dezember 1977 in South Dakota, USA) ist ein US-amerikanischer Schauspieler und Sänger.

## Jugend und Privatleben
Michael Spears wuchs als Sohn von Mary Godfrey und Patrick Spears in der Lower Brule Reservation auf. Er gehört dem Volk der Sicangu Lakota Oyate an (Brulé-Lakota). Er hat fünf Brüder und eine Schwester, sein jüngerer Bruder Eddie Spears ist ebenfalls Schauspieler. In seiner Jugend spielte Spears in einer Band namens „Bad Nations“. Heute schreibt er eigene Songs, vorwiegend auf Lakota, mit denen er, in Begleitung von Trommelmusik, auf indianischen „Pow-Wows“ auftritt. Spears lebt zusammen mit seiner Freundin, die von italienischer und nordamerikanisch-indigener Abstammung ist, und hat zwei Söhne mit ihr. Aus einer früheren Beziehung hat er eine Tochter, Jasmin, und einen Sohn, Noah. Michael Spears spricht Lakota, jedoch nicht fließend. Der 1,88 m große Schauspieler setzt sich gemeinsam mit seinem Vater und seinem Bruder für alternative Energien ein.

## Karriere
Seine erste Filmrolle übernahm Michael Spears im Alter von etwa 12 Jahren in Kevin Costners preisgekröntem Western Der mit dem Wolf tanzt in dem er den Lakota-Jungen Otter spielte.
Es folgten mehrere Nebenrollen wie in The Broken Chain an der Seite von Pierce Brosnan, Lakota Woman oder in Chris Eyres Skins.
Eine größere, internationale Bekanntheit erlangte Spears erst 2005 durch seine Darstellung des Dog Star in der von Steven Spielberg produzierten Miniserie Into the West – In den Westen, für die er, neben anderen Darstellern, mit dem „Western Heritage Award“ ausgezeichnet wurde. 2007 erhielt er neben Tonantzin Carmelo seine erste Hauptrolle in dem Thriller Imprint, in dem er den Polizisten Tom Greyhorse spielte.

## Filmographie
- 1990: Der mit dem Wolf tanzt
- 1992: The Broken Cord
- 1993: The Broken Chain
- 1994: Lakota Woman: Siege at Wounded Knee
- 2002: Skins
- 2005: Into the West – In den Westen
- 2007: Imprint
- 2009: Shadowheart
- 2011: Entscheidung am Yellow Rock